# Piazza San Lorenzo
Piazza San Lorenzo (česky Náměstí svatého Vavřince) je florentské náměstí před nedokončeným průčelím baziliky San Lorenzo. Vedou sem ulice Via de Ginori, Via de Gori, Via del Canto de Nelli a Borgo San Lorenzo.

## Náměstí
Vedle baziliky je vchod do knihovny Laurenziana, před bazilikou stojí socha Baccia Bandinelliho z roku 1540, která představuje Giovanniho dalle Bande Nere. Ve spodní části podstavce je zabudována malá kašna. Jeden z rohů náměstí tvoří zahrady paláce Medici-Riccardi.
Na prostranství se každý den kromě pondělí koná trh.